# Rolls-Royce Silver Wraith
Der Rolls-Royce Silver Wraith (dt.: Silbernes Gespenst) war der erste Pkw, den Rolls-Royce nach dem Zweiten Weltkrieg neu konstruierte. Er wurde in der Fabrik in Crewe von 1946 bis 1959 gebaut.

## Technik
Die ersten Wagen hatten ein Fahrgestell (Leiterrahmen mit Kreuzverstrebung) mit 3226 mm Radstand, das auf dem des Vorgängers Wraith basierte, mit schraubengefederten, einzeln an Doppelquerlenkern aufgehängten Vorderrädern und Längsblattfedern an der hinteren, angetriebenen Starrachse. Der neu konstruierte Motor mit gegengesteuerten Ventilen (Inlet over Exhaust; Einlassventil hängend, Auslass seitlich stehend) hatte anfangs einen Hubraum von 4257 cm³; 1951 stieg er auf 4566 cm³ und 1955 auf 4887 cm³ bei den Modellen mit langem Radstand. Das Bremssystem war teilhydraulisch: Die Vorderradbremsen wurden hydraulisch betätigt, die Hinterradbremsen mechanisch, wobei die Bremskraft, wie bei den Vorkriegswagen, mechanisch verstärkt wurde, ein System, das Rolls-Royce in Lizenz von der Société Française Hispano-Suiza übernommen hatte.
Das Fahrgestell mit dem langen Radstand (3378 mm) wurde 1951 angekündigt und bis 1959 insgesamt 639 Mal gefertigt. Die letzten Wagen mit kurzem Radstand entstanden 1953. Insgesamt wurden in 13 Jahren 1883 Exemplare produziert.
Anfangs gab es nur ein handgeschaltetes Vierganggetriebe, aber ab 1952 wurde wahlweise ein Automatikgetriebe von General Motors angeboten.

## Karosserien
Der Silver Wraith war der letzte Rolls-Royce, der mit einer Vielzahl von verschiedenen Aufbauten verfügbar war, die von unabhängigen Karosserieherstellern gefertigt wurden. James Young, Hooper, Freestone & Webb und H. J. Mulliner & Co. boten zahlreiche Karosserien an, die teilweise standardisiert, teilweise aber auch individuell nach Kundenwunsch gestaltet waren. Von Hooper kamen unter anderem Aufbauten im seinerzeit beliebten Empress-Stil. Für den nordamerikanischen Markt fertigte das New Yorker Unternehmen Inskip eine Reihe von auffällig gestalteten Karosserien. Ein Einzelstück mit Stufenheckkarosserie baute Nordberg in Schweden. Die Zahl dieser Karosseriebauer nahm in der Zeit nach dem Zweiten Weltkrieg stetig ab.

## Einsatz als Staatskarosse
- Staatskarosse des irischen Präsidenten – Rolls-Royce Silver Wraith (1947)
- Staatskarosse des brasilianischen Präsidenten – Rolls-Royce Silver Wraith (1952)
- Zeremonielle Staatskarosse des dänischen Königshauses „Store Krone“ (dt.: Große Krone) – Rolls-Royce Silver Wraith (1958)

## In Film und Fernsehen
- Zeugin der Anklage (1957)
- Indiskret (1958)
- Victim (1961)
- Ein toller Käfer (1968)
- Der rosarote Panther kehrt zurück (1975)
- Arthur – Kein Kind von Traurigkeit (1981)
- Batman (1989)
- James Dean (2001)
- James Bond 007: Spectre (2015)[2]
- usw.[3]

## Galerie

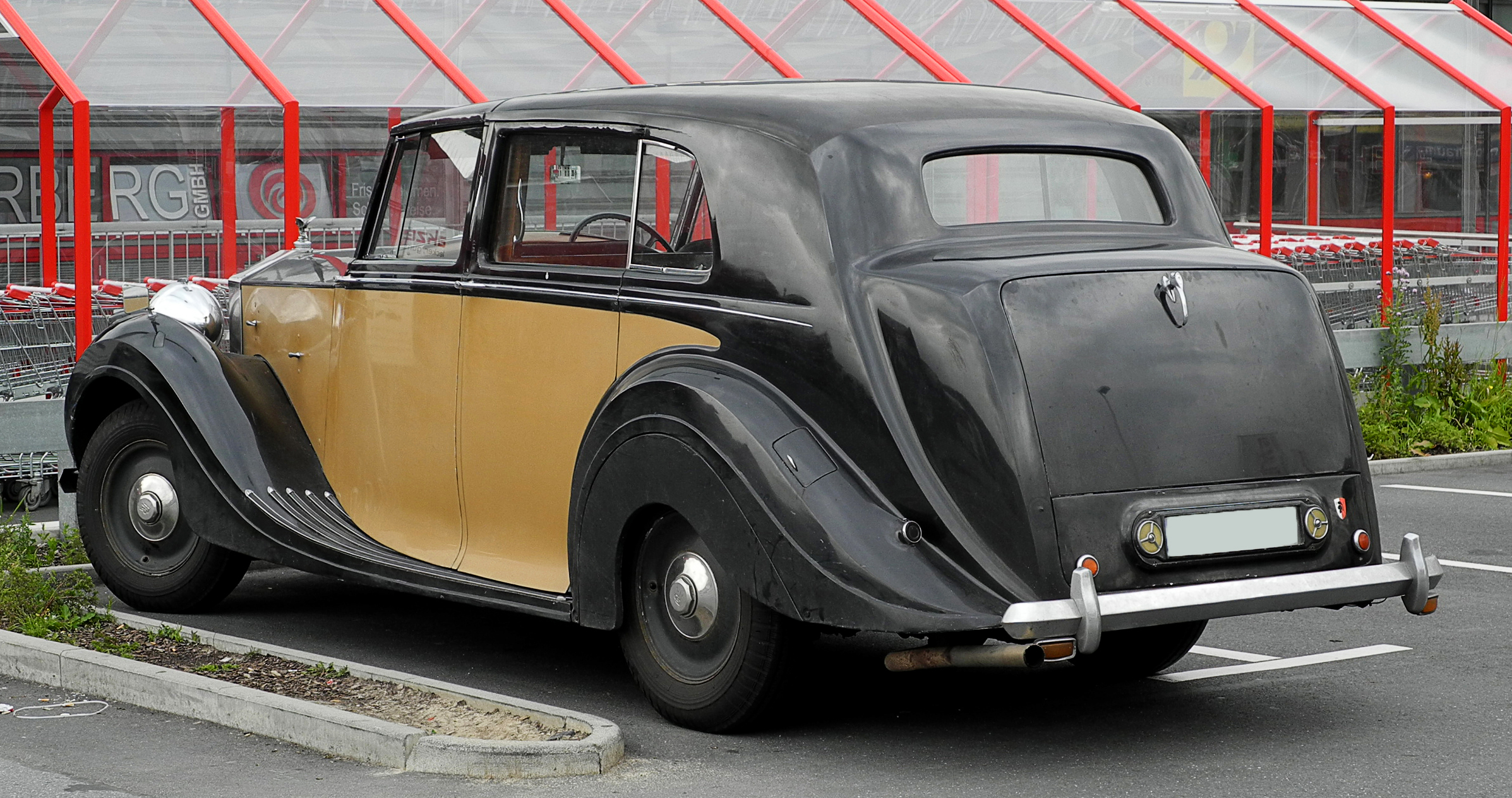
Heckansicht der Hooper-Limousine
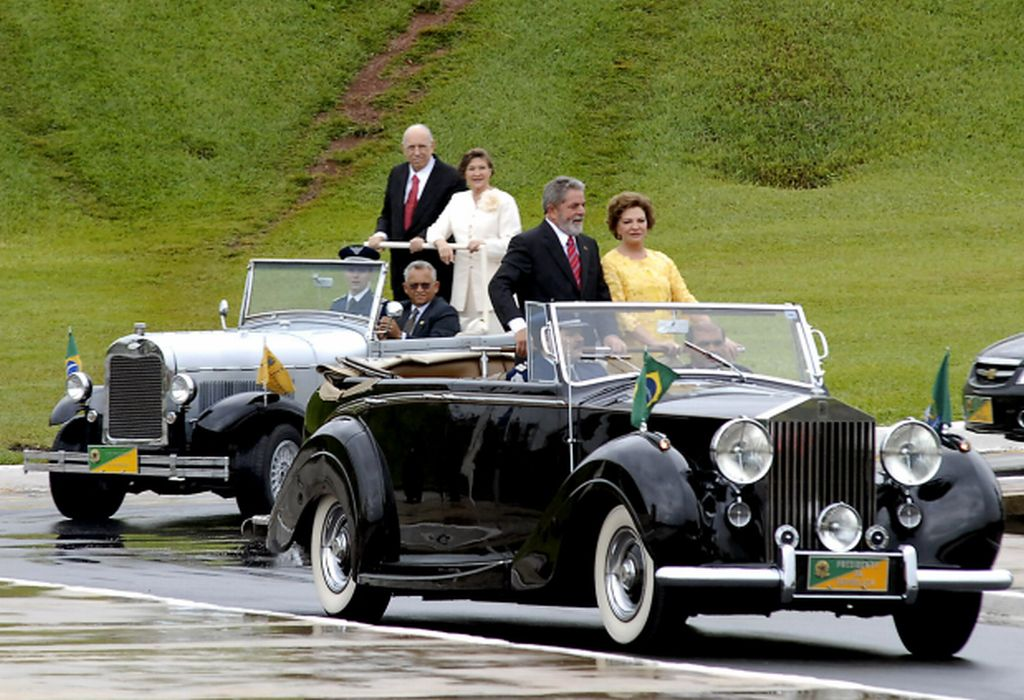
Staatskarosse des brasilianischen Präsidenten bei der Amtseinführung
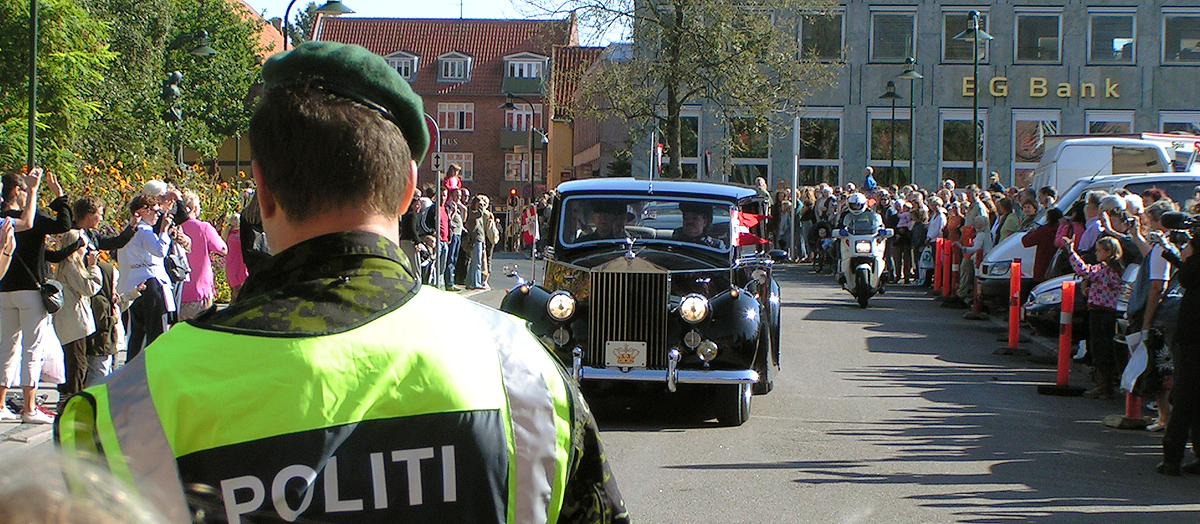
Der „Store Krone“ in den Straßen von Roskilde
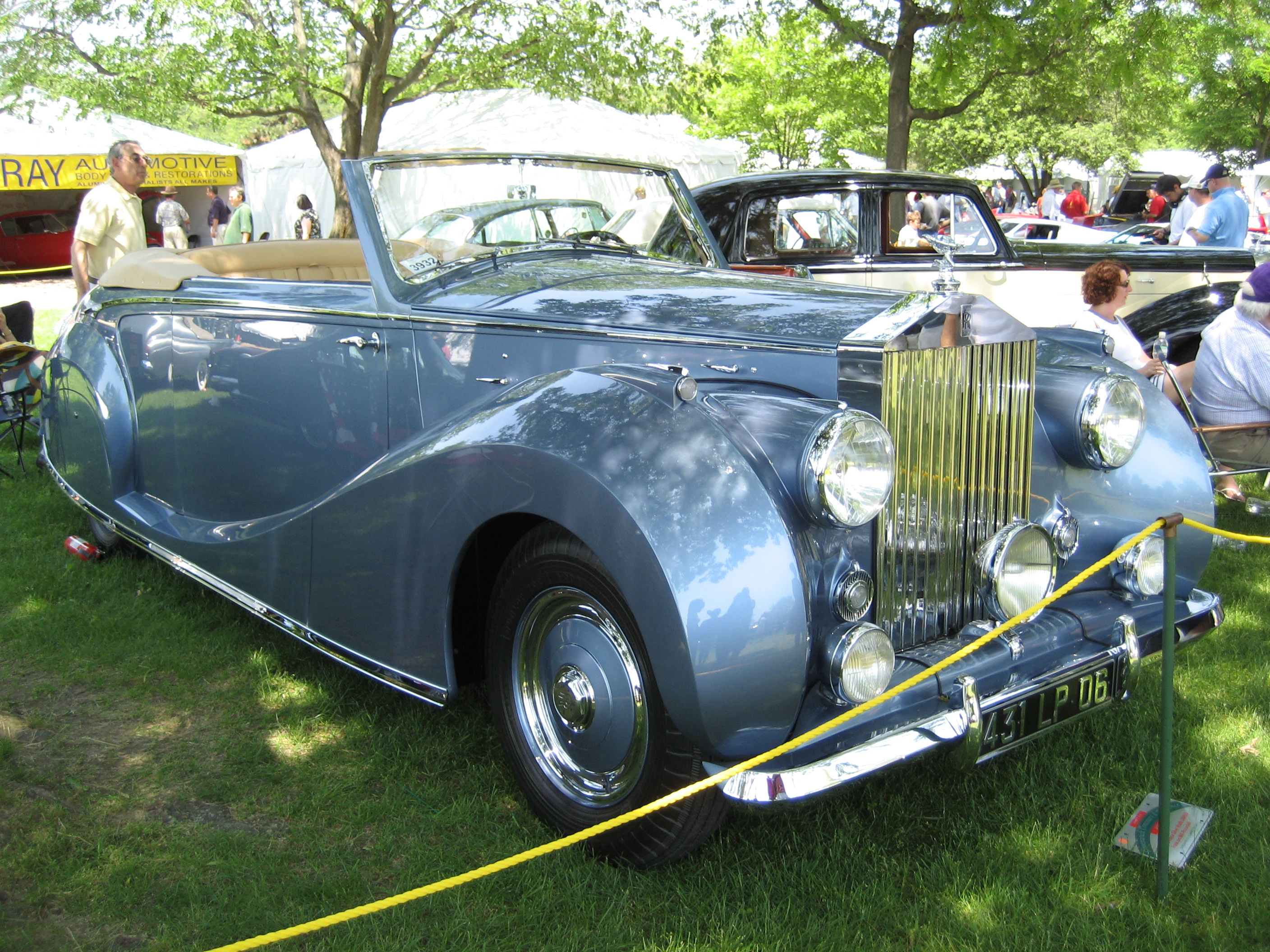
Rolls-Royce Silver Wraith Cabriolet (1948) mit Aufbau des französischen Karosseriebauers Franay
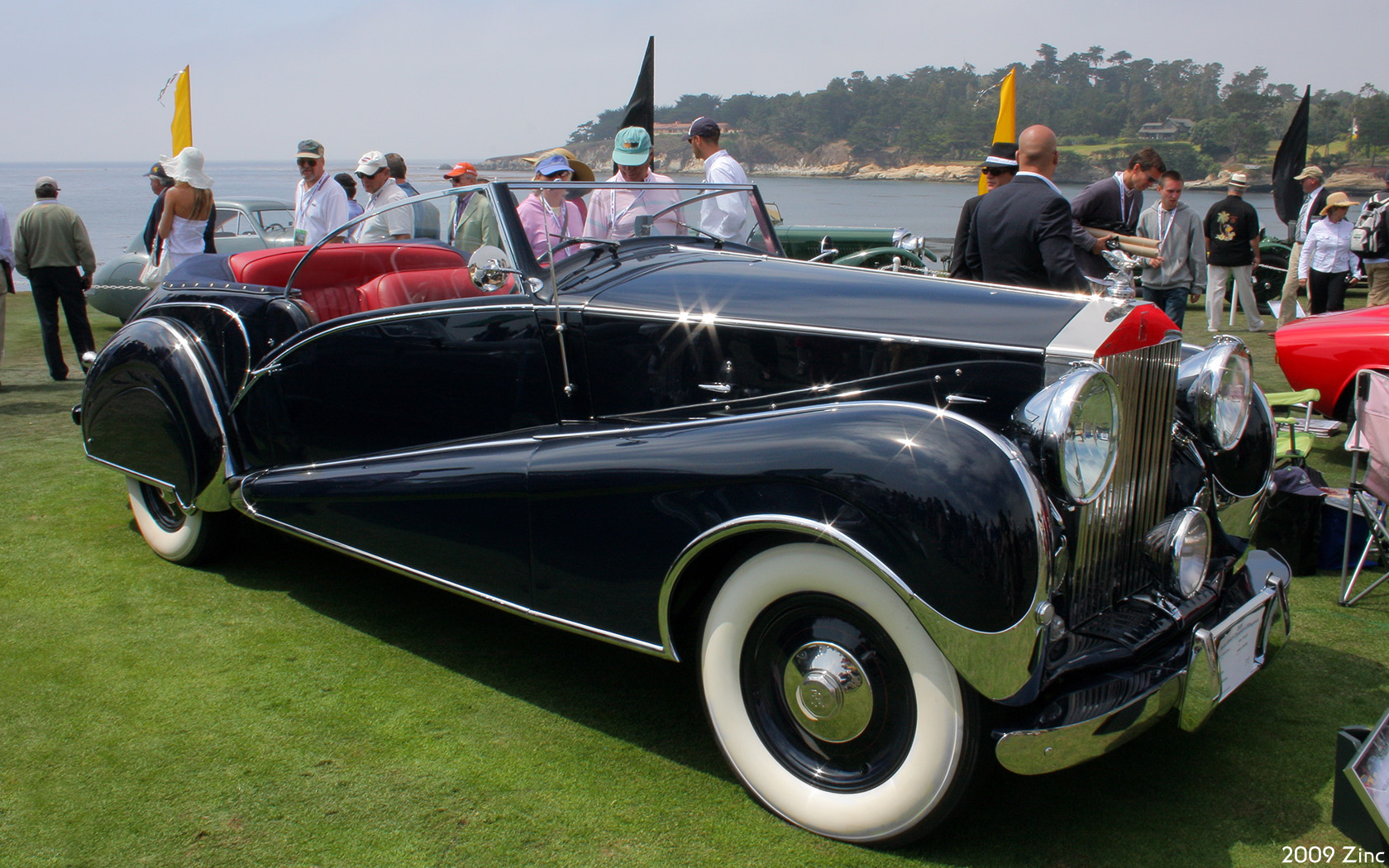
Rolls-Royce Silver Wraith mit Inskip-Karosserie (1947)